# Pont des Pionniers
Le pont des Pionniers est un pont couvert situé près de Val-Paradis, dans le Nord-du-Québec.

## Histoire
Le pont a été construit en 1943 sur la rivière Leslie, pendant la colonisation de l'Abitibi. Sa structure est d'une longueur de 24,7 m et de 6,4 mètres de largeur. Le pont des Pionniers est situé sur la route des 8e et 9e rangs, près de Val-Paradis.
Il permet à l'époque de sa construction, d'accéder aux terres de colonisation et la commercialisation des produits agricoles des nouveaux habitants. Parmi les premiers arrivants du secteur, on note la « Gang des 7 ». Ces sept personnes fuient le chômage au Lac-Saint-Jean, engendré par l'arrêt de projets hydro-électriques. À l'époque Charles-Eugène Tremblay incite six de ses compatriotes à s'installer près de la rivière Leslie en 1939. Le pont est construit après la fondation de la paroisse de Val-Paradis.

## Caractéristiques

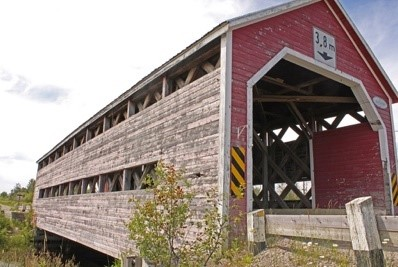
Pont des Pionniers, 2018

Le pont couvert est de type « Town québécois », reconnu pour sa solidité et sa légèreté. Il s'agit d'une construction typique de l'époque, employée quasi systématiquement par les ingénieurs du ministère de la Colonisation dans les années 1930. Des modifications ont toutefois été apportées au modèle original. La taille des pièces de la charpente est réduite et des poutres sont ajoutées à la structure. Les boulons et les clous remplacent le chevillage de bois traditionnel, rendant sa construction plus économique et simple. Des puits de lumières sont aussi ajoutés.
À l'origine, le pont des Pionniers est probablement peint rouge. Il est repeint en gris dans les années 1960, avant de redevenir rouge en 1985. Cette année-là, des réparations majeures sont réalisées sur le bâtiment. Des ouvertures sous le débord de la toiture sont ajoutées. En 1992, le ministère des Transports du Québec entreprend des travaux de peinture et sur la toiture. Celle-ci, à l'origine en bardeau de bois est recouverte de tôle.

## Toponymie
Le pont est nommé en hommage aux colons établis à Val-Paradis, dans les années 1930. Le toponyme est choisi en 1993, en hommage aux pionniers de la communauté, les familles Tremblay, Trottier, Thibodeau, Michaud, Desgagné, Desbiens et Fortin.